# Remstjärnen (Alfta socken, Hälsingland)
Remstjärnen är en sjö i Ovanåkers kommun i Hälsingland och ingår i Ljusnans huvudavrinningsområde.